# Over My Shoulder
Over My Shoulder est une chanson pop rock du groupe Mike + The Mechanics, sortie en 1995.
C'est le premier single extrait de l'album Beggar on a Beach of Gold. Il a atteint la 12e place au Royaume-Uni et la 9e place en France, et c'est le titre du groupe qui a connu le plus de succès. Il présente la particularité d'avoir une partie sifflée.

## Musiciens
Le titre a été écrit par Mike Rutherford et Paul Carrack, et produit par Mike Rutherford et Christopher Neil.

## Video clip
Le clip a été tourné dans le village de Chiddingfold dans le Surrey.

## Reprises
Le tribute band allemand Still Collins, formé en 1995, incorpore la chanson dans son répertoire de concert bien que ce dernier soit essentiellement composé de chansons de Genesis et de Phil Collins,,. 